# Iglesia de San Marcos (Icod de los Vinos)
La Parroquia Matriz de San Marcos Evangelista situada en el término municipal de Icod de los Vinos, isla de Tenerife (Canarias, España) es la construcción religiosa más importante de Icod y su comarca, remontándose sus orígenes a la pequeña ermita, filial de la Parroquia Matriz del Apóstol Santiago de Los Realejos, que hacia 1500 se levantó en este mismo lugar, como consecuencia de la aparición de la imagen de San Marcos Evangelista, que la tradición sitúa en la playa que lleva su nombre con anterioridad a la conquista castellana, y que fue elevada a la categoría de parroquia en 1515, juntamente a la San Pedro de Daute, del vecino municipio de Garachico.
Es bien de interés cultural, con categoría de monumento, desde 2006.

## Historia y descripción
Presenta una planta rectangular articulada en tres naves y un total de ocho capillas; tres en cada una de las laterales y dos más a los pies del templo. Separan las naves arquerías de medio punto que descargan en columnas de fuste liso y capitel sencillo, elevadas sobre plinto y basa. Naves y capillas aparecen cubiertos por artesonados mudéjares, destacando el de la nave central, el de la Capilla de las Ánimas -ochavado y forrado de tableros pintados al estilo portugués- y el del presbiterio, en forma de artesa rectangular con casetones tallados, dorados y policromados. Este último queda separado de la nave central mediante una balaustrada, levantándose sobre un graderío que recibe el manifestador de plata procedente de La Laguna. A los pies del templo se localiza un coro bajo, en la parte inferior de la tribuna, con un bello antepecho tallado.
En el exterior, la portada principal se sitúa en el costado sur de la iglesia, constituyendo uno de los ejemplos mejor acabados del manierismo en Canarias. Presenta un arco de medio punto con decoración almohadillada, cuya clave se halla ocupada por una llamativa ménsula en forma de voluta. Dos columnas con basa sobre pedestal, de fuste estriado y capitel toscano, enmarcan el vano. Sobre el arco, el decorativo entablamento presenta un arquitrabe, un friso con triglifos y metopas sin decoración -salvo en la vertical de la ménsula, donde se sitúa la cabeza de un querubín alado-. Una cornisa da paso a un óculo simétricamente enmarcado por roleos. El remate superior lo constituye un frontón curvilíneo.
La sencillez del resto de las fachadas exteriores se completa con la torre, integrada por cuatro cuerpos superpuestos. El inferior, de apariencia maciza, se adosa a la nave de la Epístola, mientras que en los dos cuerpos intermedios presentan arcos de medio punto y separación mediante cornisas pétreas. El cuerpo final, destinado a acoger las campanas se construyó exclusivamente en piedra tallada dentro de un exquisito clasicismo. El capitel apiramidado se completa con pináculos en cada vértice.

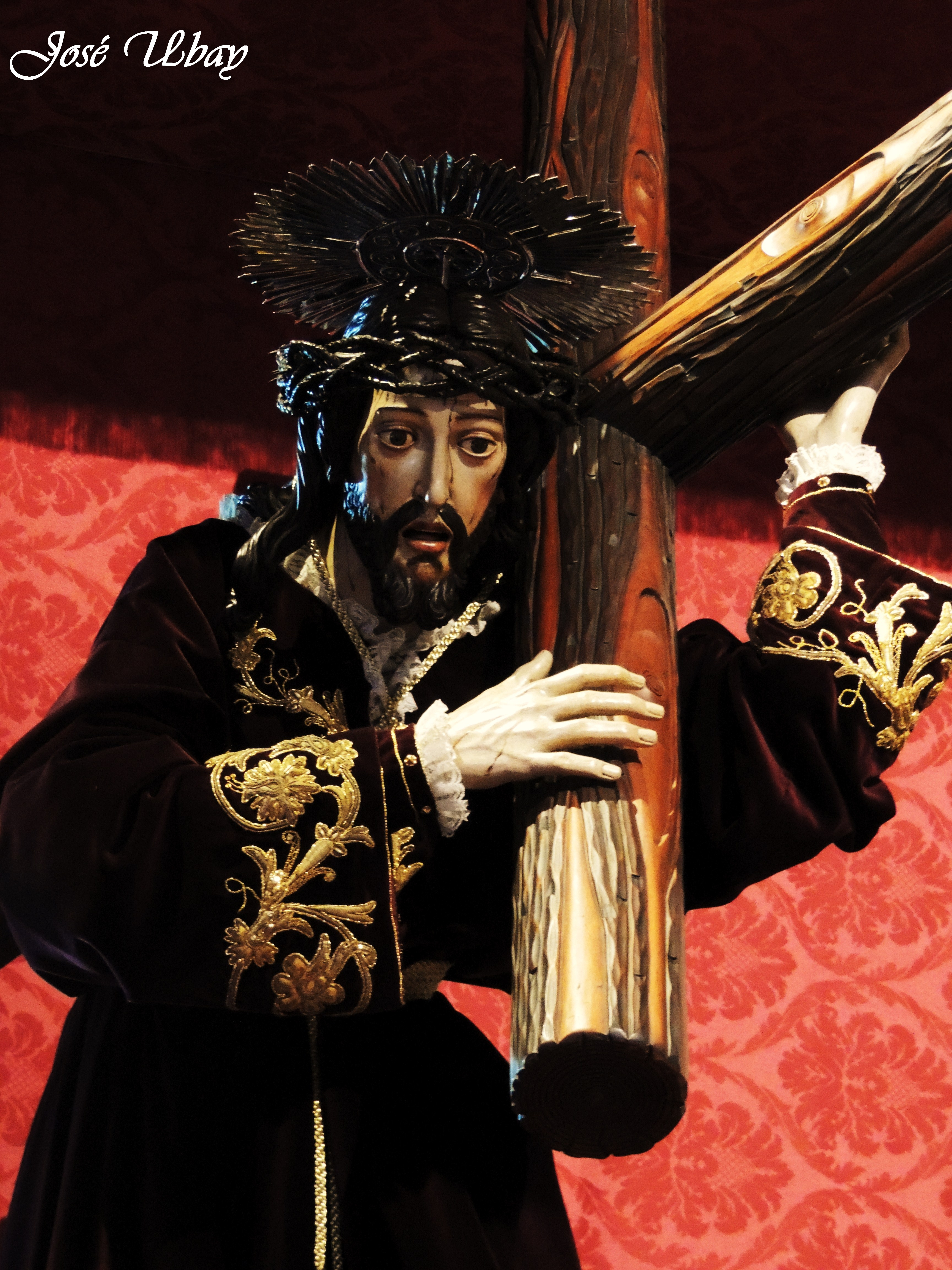
El Nazareno de Martín de Andújar Cantos

La riqueza en imágenes de la Iglesia apenas es superada en la isla, pudiendo citarse obras de Martín de Andújar Cantos, como es El Nazareno, encargado a imagen y semejanza de El Nazareno que este mismo autor había tallado ya para el desaparecido convento franciscano de Santa Lucía, o de la escuela de Alonso Cano o Pedro Roldán (Cristo de la Expiración). Asimismo, se encuentran imágenes de Blas García Ravelo y del gomero Francisco Alonso de la Raya, sin olvidar la talla gótica anónima de San Marcos, que preside el altar mayor, que se acompaña de San José y Niño de Martínez Montañés o el San Diego de Alcalá, todas integradas en un magnífico retablo obra de Bartolomé Acosta. 
Los bienes muebles de la Iglesia se completan con otros retablos e imágenes, así como diversos cuadros de cierto interés: La Asunción de la Virgen, El Triunfo de la Eucaristía o el Cuadro de Ánimas. Pero es en el pequeño museo situado a los pies del templo, en el lado del Evangelio, donde se conservan algunos de los objetos artísticos más valiosos, en especial la gran Cruz de Plata encargada por el deán de la catedral de Santiago de Cuba -Nicolás Estévez Borges-, considerada la mayor cruz en filigrana de plata del mundo. Asimismo, destacan otros objetos litúrgicos, cuadros, imágenes y vestiduras eclesiásticas
La Iglesia de San Marcos se ubica sobre la plaza del mismo nombre, oficialmente conocida como Parque de Lorenzo Cáceres. Tras sucesivas ampliaciones, a principios del siglo XX adquiere su morfología actual al suprimirse el tramo de calle que unía las de San Antonio y Hércules. Por estas fechas se levantaron sus muros y escalinatas, se colocó el pavimento y se plantaron árboles. En este espacio estuvo el antiguo convento femenino de San Juan Bautista y San Bernardo, del que no quedan restos.
También destaca el Señor Difunto de Icod de los Vinos hecho en pasta de millo por los indios Tarascos de Michoacán (México), fue adquirido con anterioridad a 1578.